# Zomercarnaval

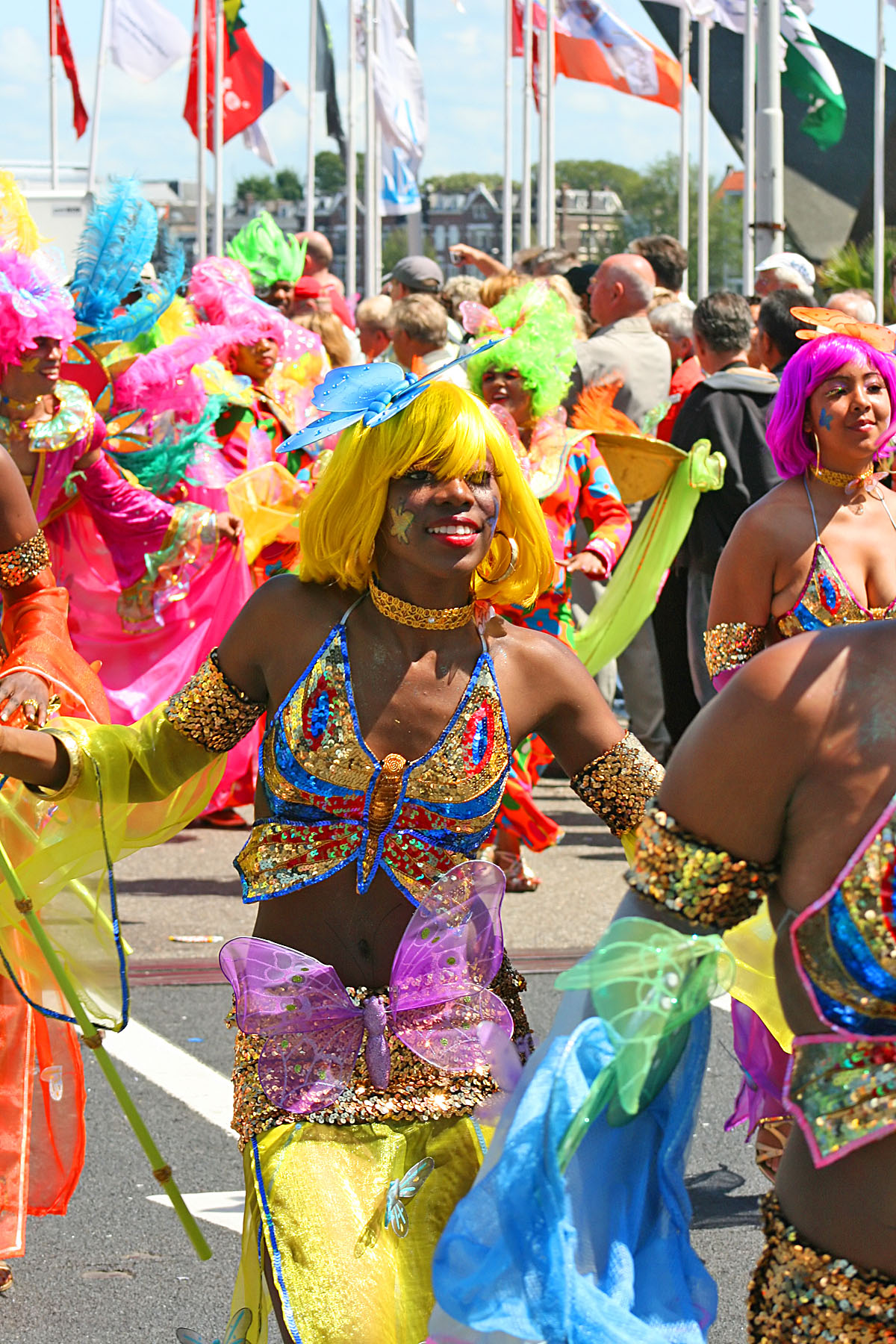
Zomercarnaval 2007

Le carnaval d'été (en néerlandais, zomercarnaval) est un événement annuel dans la ville belge de Courtrai et les villes néerlandaises de Rotterdam, Bentelo et Arnhem. La traditionnelle période qui précède le Carême tombe en hiver, saison qui ne se prête pas à la célébration du carnaval pour les pays du nord de l'Europe. Le carnaval d'été offre aux gens l'occasion de fêter l'événement de façon plus festive. Arnhem Rio sur le Rhin a attiré plus de 150 000 visiteurs, tandis que le carnaval de Rotterdam attire près d'un million de visiteurs par an. Ce carnaval est souvent comparé au Karneval der Kulturen de Berlin) et au Carnaval de Notting Hill de Londres. En 2001, le carnaval de Rotterdam a été honoré par le prix du Prince Claus, qui récompensait ainsi la promotion de la contribution culturelle des Antillais dans la société néerlandaise.

## Zomercarnaval de Courtrai
Le carnaval d'été se tient mi-août, depuis 2005, sur la Grand-Place de Courtrai.

## Zomercarnaval de Rotterdam
La première édition du Zomercarnaval a lieu le 4 août 1984. Une reine officielle est élue une semaine avant le carnaval. Le jeudi suivant, un événement se tient sur une plage créée pour l'occasion à Stand aan de Maas, dans le centre-ville de Rotterdam afin de présenter officiellement la nouvelle élue. Le vendredi soir, un événement met en concurrence plusieurs fanfares pour le titre de fanfare du carnaval dans la parade. Les premières épreuves se déroulent dans le cadre du Festival Dunya. La parade de rue se tient le samedi, avec plusieurs fanfares et des danseurs. Deux concerts se déroulent à la Coolsingel et la Churchillplein.
Les Pays-Bas ont classé le Zomercarnaval sur leur liste du patrimoine culturel immatériel. En décembre 2023, le carnaval est par ailleurs inscrit sur la liste représentative du patrimoine culturel immatériel de l'humanité par l'UNESCO